# Frullania irregularis
Frullania irregularis là một loài Rêu trong họ Jubulaceae. Loài này được S. Hatt. & Piippo mô tả khoa học đầu tiên năm 1986.